# Hydrovatus asymmetricus
Hydrovatus asymmetricus är en skalbaggsart som beskrevs av Olof Biström och Wewalka 1994. Hydrovatus asymmetricus ingår i släktet Hydrovatus och familjen dykare. Inga underarter finns listade i Catalogue of Life.